# 클라렌스 길다트
클라렌스 길다트(Clarence Geldart, 1867년 6월 9일 ~ 1935년 5월 13일)는 미국의 배우, 영화배우, 영화 감독이다.

## 영화
- 미시시피 (1935년)
- 조지 화이트의 스캔달 (1934년)
- 래스퓨틴 앤 더 엠프리스 (1932년)
- 파리의 여인 (1923년)
- 인톨러런스 (1916년)